# 익명의 기독교인
익명의 그리스도인(Anonymous Christian) 혹은 무명의 그리스도인은 예수회의 신학자 카를 라너의 주장이다. 그리스도의 복음을 들은 적이 없는 사람이 그리스도를 통해 구원받는다는 것이다. 비기독교인 중에, 그리스도에 의한 신의 구원적 은총을 받은 사람이 있다고 한다. 익명의 기독교인은 기독교인으로 봐야 하는 이교도라는 것이다.  또한 자신이 기독교인인 줄 모르면서 살아가고 있는 기독교인이 실제로 존재한다는 말이다.  그 익명의 기독교인 중에는 무신론자가 있을 수도 있다고 주장하기도 한다.  즉, 한 사람의 행위로 인해 그 사람이 기독교인임을 보여 주면, 그가 바로 기독교인이라는 것이다.

이것이 제2차 바티칸 공의회의 교회 일치주의의 형성에 방향성을 줬다. 교황 요한 바오로 2세, 교황 베네딕토 16세의 교회 일치주의에 전망으로서 영향을 주었다. 종교 다원주의의 입장과는 같지 않다.
다고덕이교도 (선량한 이교도)의 사상을 도입하고 있지만 같지 않다.
라이문도 파니카의 '힌두교의 알려지지 않은 그리스도'도 이 입장이다.

## 같이 보기
- 알란 레이스의 3 유형
- 종교적 배타주의

## 참고 문헌
- '종교의 신학' 후루야 야스오 요르단사